# Ivan Mikulić (taekwondo)
Ivan Mikulić (30 de enero de 1995) es un deportista croata que compite en taekwondo adaptado. Ganó una medalla de plata en los Juegos Paralímpicos de Tokio 2020 en la categoría de +75 kg.

## Palmarés internacional
| Juegos Paralímpicos | Juegos Paralímpicos | Juegos Paralímpicos | Juegos Paralímpicos |
| Año                 | Lugar               | Medalla             | Categoría           |
| ------------------- | ------------------- | ------------------- | ------------------- |
| 2020                | Tokio (Japón)       | Medalla de plata    | +75 kg              |